# Verwaltungsgemeinschaft Südliches Anhalt

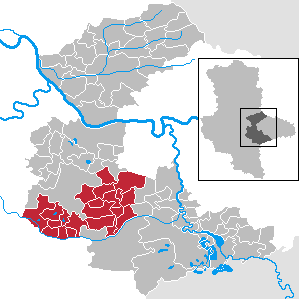
Lage der Verwaltungsgemeinschaft Südliches Anhalt im Landkreis Anhalt-Bitterfeld

In der Verwaltungsgemeinschaft Südliches Anhalt des Landkreises Anhalt-Bitterfeld waren 22 Gemeinden zur Erledigung ihrer Verwaltungsgeschäfte zusammengeschlossen. Ihr Sitz war in Weißandt-Gölzau. Die Verwaltungsgemeinschaft wurde am 1. Januar 2005 aus den Gemeinden der aufgelösten Verwaltungsgemeinschaften Anhalt-Süd, Fuhneaue und Oberes Ziethetal (außer Libbesdorf) gebildet. Gleichzeitig erfolgten drei Eingemeindungen: Cosa nach Prosigk, Gnetsch nach Weißandt-Gölzau und Cösitz nach Zörbig in den ehemaligen Nachbarkreis Bitterfeld.
Am 1. März 2009 wurde Schortewitz in die Stadt Zörbig eingemeindet. Zum 1. Januar 2010 bildeten alle übrigen Gemeinden außer Görzig, Gröbzig und Piethen die Einheitsgemeinde Südliches Anhalt, die die drei Gemeinden bis zu deren Eingemeindung am 1. September 2010 mitverwaltete. Damit wurde die Verwaltungsgemeinschaft aufgelöst. Sie hatte zuletzt 15.711 Einwohner (Stand: 31. Dezember 2007) auf 191,58 km². Letzter Verwaltungsleiter war Peter Nössler.

## Die Gemeinden mit ihren Ortsteilen
- Edderitz mit Pfaffendorf
- Fraßdorf
- Glauzig mit Rohndorf
- Görzig mit Reinsdorf, Station Weißandt-Gölzau und Minna Anna
- Großbadegast mit Kleinbadegast und Pfriemsdorf
- Stadt Gröbzig mit Werdershausen und Wörbzig
- Hinsdorf
- Libehna mit Locherau und Repau
- Maasdorf
- Meilendorf mit Körnitz und Zehmigkau
- Piethen
- Prosigk mit Cosa, Fernsdorf, Pösigk, Prosigk und Ziebigk
- Quellendorf mit Diesdorf
- Stadt Radegast
- Reupzig mit Breesen, Friedrichsdorf und Storkau
- Riesdorf
- Scheuder mit Lausigk und Naundorf
- Trebbichau an der Fuhne mit Hohnsdorf
- Weißandt-Gölzau mit Gnetsch und Kleinweißandt
- Wieskau mit Cattau
- Zehbitz mit Lennewitz, Wehlau und Zehmitz